# アメリカ合衆国各州の都市人口の順位
本項では、2020年に実施された国勢調査で報告された人口に基づき、アメリカ合衆国の各州の市域人口上位5都市を列挙する。各都市の人口は都市名の下に括弧で記す。州都が6位以下の場合はその人口および順位を併記した。太字が州都。また、州ではないが自治領であるプエルトリコも一覧に含めた。なお、下表はハワイ州を除き、法人化された自治体のみを対象としている。

## 一覧
| 州                   | 第1位                            | 第2位                              | 第3位                              | 第4位                            | 第5位                                | 第6位以下の州都                          |
| -------------------- | -------------------------------- | ---------------------------------- | ---------------------------------- | -------------------------------- | ------------------------------------ | ---------------------------------------- |
| アーカンソー州       | リトルロック （202,591人）       | フェイエットビル （93,949人）      | フォートスミス （89,142人）        | スプリングデール （84,161人）    | ジョーンズボロ （78,576人）          |                                          |
| アイオワ州           | デモイン （214,133人）           | シーダーラピッズ （137,710人）     | ダベンポート （101,724人）         | スーシティ （85,797人）          | アイオワシティ （74,828人）          |                                          |
| アイダホ州           | ボイシ （235,684人）             | メリディアン （117,635人）         | ナンパ （100,200人）               | アイダホフォールズ （64,818人）  | コールドウェル （59,996人）          |                                          |
| アラスカ州           | アンカレッジ （291,247人）       | フェアバンクス （32,515人）        | ジュノー （32,255人）              | ワシラ （9,054人）               | シトカ （8,458人）                   |                                          |
| アラバマ州           | ハンツビル （215,006人）         | バーミングハム （200,733人）       | モントゴメリー （200,603人）       | モービル （187,041人）           | タスカルーサ （99,600人）            |                                          |
| アリゾナ州           | フェニックス （1,608,139人）     | ツーソン （542,629人）             | メサ （504,258人）                 | チャンドラー （275,987人）       | ギルバート （267,918人）             |                                          |
| イリノイ州           | シカゴ （2,746,388人）           | オーロラ （180,542人）             | ジョリエット （150,362人）         | ネイパービル （149,540人）       | ロックフォード （148,655人）         | スプリングフィールド （114,394人 / 7位） |
| インディアナ州       | インディアナポリス （887,642人） | フォートウェイン （263,886人）     | エバンズビル （117,298人）         | サウスベンド （103,453人）       | カーメル （99,757人）                |                                          |
| ウィスコンシン州     | ミルウォーキー （577,222人）     | マディソン （269,840人）           | グリーンベイ （107,395人）         | ケノーシャ （99,986人）          | ラシーン （77,816人）                |                                          |
| ウェストバージニア州 | チャールストン （48,864人）      | ハンティントン （46,842人）        | モーガンタウン （30,347人）        | パーカーズバーグ （29,738人）    | ホイーリング （27,052人）            |                                          |
| オクラホマ州         | オクラホマシティ （681,054人）   | タルサ （413,066人）               | ノーマン （128,026人）             | ブロークンアロー （113,540人）   | エドモンド （94,428人）              |                                          |
| オハイオ州           | コロンバス （905,748人）         | クリーブランド （372,624人）       | シンシナティ （309,317人）         | トレド （270,871人）             | アクロン （190,469人）               |                                          |
| オレゴン州           | ポートランド （652,503人）       | ユージン （176,654人）             | セーラム （175,535人）             | グレシャム （114,247人）         | ヒルズボロ （106,447人）             |                                          |
| カリフォルニア州     | ロサンゼルス （3,898,747人）     | サンディエゴ （1,386,932人）       | サンノゼ （1,013,240人）           | サンフランシスコ （873,965人）   | フレズノ （542,107人）               | サクラメント （524,943人 / 6位）         |
| カンザス州           | ウィチタ （397,532人）           | オーバーランドパーク （197,238人） | カンザスシティ （156,607人）       | オレイサ （141,290人）           | トピカ （126,587人）                 |                                          |
| ケンタッキー州       | ルイビル （633,045人）           | レキシントン （322,570人）         | ボーリンググリーン （72,294人）    | オーエンズボロ （60,183人）      | コビントン （40,961人）              | フランクフォート （28,602人 / 13位）     |
| コネチカット州       | ブリッジポート （148,654人）     | スタンフォード （135,470人）       | ニューヘイブン （134,023人）       | ハートフォード （121,054人）     | ウォーターバリー （114,403人）       |                                          |
| コロラド州           | デンバー （715,522人）           | コロラドスプリングス （478,961人） | オーロラ （386,261人）             | フォートコリンズ （169,810人）   | レイクウッド （155,984人）           |                                          |
| サウスカロライナ州   | チャールストン （150,227人）     | コロンビア （136,632人）           | ノースチャールストン （114,852人） | マウントプレサント （90,801人）  | ロックヒル （74,372人）              |                                          |
| サウスダコタ州       | スーフォールズ （192,517人）     | ラピッドシティ （74,703人）        | アバディーン （28,495人）          | ブルッキングズ （23,377人）      | ウォータータウン （22,655人）        | ピア （14,091人 / 9位）                  |
| ジョージア州         | アトランタ （498,715人）         | コロンバス （206,922人）           | オーガスタ （202,081人）           | メーコン （157,346人）           | サバンナ （147,780人）               |                                          |
| テキサス州           | ヒューストン （2,304,580人）     | サンアントニオ （1,434,625人）     | ダラス （1,304,379人）             | オースティン （961,855人）       | フォートワース （918,915人）         |                                          |
| テネシー州           | ナッシュビル （689,447人）       | メンフィス （633,104人）           | ノックスビル （190,740人）         | チャタヌーガ （181,099人）       | クラークスビル （166,722人）         |                                          |
| デラウェア州         | ウィルミントン （70,898人）      | ドーバー （39,403人）              | ニューアーク （30,601人）          | ミドルタウン （23,192人）        | スマーナ （12,883人）                |                                          |
| ニュージャージー州   | ニューアーク （311,549人）       | ジャージーシティ （292,449人）     | パターソン （159,732人）           | エリザベス （137,298人）         | レイクウッド （135,158人）           | トレントン （90,871人 / 10位）           |
| ニューハンプシャー州 | マンチェスター （115,644人）     | ナシュア （91,322人）              | コンコード （43,976人）            | デリー （34,317人）              | ドーバー （32,741人）                |                                          |
| ニューメキシコ州     | アルバカーキ （564,559人）       | ラスクルーセス （111,385人）       | リオランチョ （104,046人）         | サンタフェ （87,505人）          | ロズウェル （48,422人）              |                                          |
| ニューヨーク州       | ニューヨーク （8,804,190人）     | バッファロー （278,349人）         | ヨンカーズ （211,569人）           | ロチェスター （211,328人）       | シラキュース （148,620人）           | オールバニ （99,224人 / 6位）            |
| ネバダ州             | ラスベガス （641,903人）         | ヘンダーソン （317,610人）         | リノ （264,165人）                 | ノースラスベガス （262,527人）   | スパークス （108,445人）             | カーソンシティ （58,639人 / 6位）        |
| ネブラスカ州         | オマハ （486,051人）             | リンカーン （291,082人）           | ベルビュー （64,176人）            | グランドアイランド （53,131人）  | カーニー （33,790人）                |                                          |
| ノースカロライナ州   | シャーロット （874,579人）       | ローリー （467,665人）             | グリーンズボロ （299,035人）       | ダーラム （283,506人）           | ウィンストン・セーラム （249,545人） |                                          |
| ノースダコタ州       | ファーゴ （125,990人）           | ビスマーク （73,622人）            | グランドフォークス （59,166人）    | マイノット （48,377人）          | ウェストファーゴ （38,626人）        |                                          |
| バージニア州         | バージニアビーチ （459,470人）   | チェサピーク （249,422人）         | ノーフォーク （238,005人）         | リッチモンド （226,610人）       | ニューポートニューズ （186,247人）   |                                          |
| バーモント州         | バーリントン （44,743人）        | エセックス （22,094人）            | サウスバーリントン （20,292人）    | コルチェスター （17,524人）      | ラトランド （15,807人）              | モントピリア （8,074人 / 14位）          |
| ハワイ州             | ホノルル （350,964人）           | イーストホノルル （50,922人）      | パールシティ （45,295人）          | ヒロ （44,186人）                | ワイパフ （43,485人）                |                                          |
| フロリダ州           | ジャクソンビル （949,611人）     | マイアミ （442,241人）             | タンパ （384,959人）               | オーランド （307,573人）         | セントピーターズバーグ （258,308人） | タラハシー （196,169人 / 8位）           |
| ペンシルベニア州     | フィラデルフィア （1,603,797人） | ピッツバーグ （302,971人）         | アレンタウン （125,845人）         | レディング （95,112人）          | エリー （94,831人）                  | ハリスバーグ （50,099人 / 17位）         |
| マサチューセッツ州   | ボストン （675,647人）           | ウースター （206,518人）           | スプリングフィールド （155,929人） | ケンブリッジ （118,403人）       | ローウェル （115,554人）             |                                          |
| ミシガン州           | デトロイト （639,111人）         | グランドラピッズ （198,917人）     | ウォーレン （139,387人）           | スターリングハイツ （134,346人） | アナーバー （123,851人）             | ランシング （112,644人 / 6位）           |
| ミシシッピ州         | ジャクソン （153,701人）         | ガルフポート （72,926人）          | サウスヘイブン （54,648人）        | ビロクシ （49,449人）            | ハッティズバーグ （48,730人）        |                                          |
| ミズーリ州           | カンザスシティ （508,090人）     | セントルイス （301,578人）         | スプリングフィールド （169,176人） | コロンビア （126,254人）         | インディペンデンス （123,011人）     | ジェファーソンシティ （43,228人 / 16位） |
| ミネソタ州           | ミネアポリス （429,954人）       | セントポール （311,527人）         | ロチェスター （121,395人）         | ブルーミントン （89,987人）      | ダルース （86,697人）                |                                          |
| メイン州             | ポートランド （68,408人）        | ルイストン （37,121人）            | バンゴー （31,753人）              | サウスポートランド （26,498人）  | オーバーン （24,061人）              | オーガスタ （18,899人 / 12位）           |
| メリーランド州       | ボルチモア （585,708人）         | フレデリック （78,171人）          | ゲイザースバーグ （69,657人）      | ロックビル （67,117人）          | ブーイ （58,329人）                  | アナポリス （40,812人 / 7位）            |
| モンタナ州           | ビリングス （117,116人）         | ミズーラ （73,489人）              | グレートフォールズ （60,442人）    | ボーズマン （53,293人）          | ビュート （34,494人）                | ヘレナ （32,091人 / 6位）                |
| ユタ州               | ソルトレイクシティ （199,723人） | ウェストバレーシティ （140,230人） | ウェストジョーダン （116,961人）   | プロボ （115,162人）             | オレム （98,129人）                  |                                          |
| ルイジアナ州         | ニューオーリンズ （383,997人）   | バトンルージュ （227,470人）       | シュリーブポート （187,593人）     | ラファイエット （121,374人）     | レイクチャールズ （84,872人）        |                                          |
| ロードアイランド州   | プロビデンス （190,934人）       | クランストン （82,934人）          | ウォリック （82,823人）            | ポータケット （75,604人）        | イーストプロビデンス （47,139人）    |                                          |
| ワイオミング州       | シャイアン （65,132人）          | キャスパー （59,038人）            | ジレット （33,403人）              | ララミー （31,407人）            | ロックスプリングス （23,526人）      |                                          |
| ワシントン州         | シアトル （737,015人）           | スポケーン （228,989人）           | タコマ （219,346人）               | バンクーバー （190,915人）       | ベルビュー （151,854人）             | オリンピア （55,605人 / 23位）           |
| プエルトリコ         | サンフアン （342,259人）         | バヤモン （185,187人）             | カロリーナ （154,815人）           | ポンセ （137,491人）             | カグアス （127,244人）               |                                          |